# Damulog
Damulog è una municipalità di quarta classe delle Filippine, situata nella Provincia di Bukidnon, nella Regione del Mindanao Settentrionale.
Damulog è formata da 17 baranggay:
- Aludas
- Angga-an
- Kinapat
- Kiraon
- Kitingting
- Lagandang
- Macapari
- Maican
- Migcawayan
- New Compostela
- Old Damulog
- Omonay
- Poblacion (New Damulog)
- Pocopoco
- Sampagar
- San Isidro
- Tangkulan (Jose Rizal)